# Lijst van burgemeesters van Sint Odiliënberg
Dit is een lijst van burgemeesters van de voormalige Nederlandse gemeente Sint Odiliënberg tot die gemeente op 1 januari 1991 fuseerde met de gemeenten Montfort en Posterholt tot de gemeente Ambt Montfort (tot 1994 genaamd 'gemeente Posterholt')
| Ambtsperiode | Naam burgemeester              | Partij of stroming | Bijzonderheden |
| ------------ | ------------------------------ | ------------------ | --- |
| 1829 - 1843  | Jan Hendrik Wolters            |                    | |
| 1842 - 1869  | W. Maessen                     |                    | |
| 1869 - 1894  | H.H. Timmermans                |                    | |
| 1894 - 1917  | A. Reynders                    |                    | |
| 1917 - 1918  | A.H. Schmitz                   |                    | |
| 1918 - 1932  | Jacques (J.) Maessen           |                    | tevens burgemeester van Vlodrop (1915-1932) en Melick en Herkenbosch (1922-1932)                                             |
| 1932 - 1948  | P.H. Houben                    |                    | |
| 1949 - 1959  | Jules (E.M.J.) Prick           |                    | sinds 1951 tevens burgemeester van Posterholt, later burgemeester van Schaesberg                                             |
| 1959 - 1966  | drs. Willem (W.F.A.) Heemskerk | KVP                | tevens burgemeester van Posterholt, later burgemeester van Echt                                                              |
| 1966 - 1987  | mr. Gérard (G.M.M.J.) van Heur | KVP                | tevens burgemeester van Posterholt                                                                                           |
| 1987 - 1991  | Irene (I.M.W.) Maks-van Veen   | PvdA               | waarnemend; tevens waarnemend burgemeester van Posterholt, eerder burgemeester van Eenrum, later burgemeester van Heythuysen |